# Al Di Meola
Al Di Meola, född Al Laurence Dimeola, 22 juli 1954 i Jersey City, New Jersey, är en amerikansk jazz fusion- och latin jazz-gitarrist.
Di Meola växte upp i Bergenfield, New Jersey och gick i Bergenfield High School. Han är nu[när?] bosatt i Old Tappan, New Jersey.

## Karriär
1971 när han var 14 år började han på Berklee College of Music i Boston, Massachusetts. 1974 började han spela med Chick Coreas band, Return to Forever, och spelade med bandet till 1976.
Di Meola gick vidare för att utforska och testa en rad av olika musikstilar, men är mest känd för sina Latin-inspirerande jazz fusion-album. Han är fyrfaldig vinnare som Best Jazz Guitarist i tidningen Guitar Player Magazine's Reader Poll. 
Utöver sin solokarriär har han också haft ett antal succéfyllda samarbeten med basisten Stanley Clarke, pianisten Jan Hammer, violinisten Jean-Luc Ponty och gitarristerna John McLaughlin och Paco de Lucía. Han gästmedverkade även på "Allergies" från Paul Simons album Hearts and Bones (1983).  
I början av sin karriär blev Di Meola uppmärksammad för sin tekniska skicklighet och snabbhet (som är bevisat på hans första soloalbum Land of the Midnight Sun, 1976), komplicerade gitarrsolon och kompositioner. Men på hans tidigare skivor hade han börjat utforska kulturer inom medelhavet och akustiska genrer som flamenco. Bra exempel är "Mediterranean Sundance" och "Lady of Rome, Sister of Brazil" från hans andra album, Elegant Gypsy (1977). Hans tidiga album är även väldigt inflytelserik bland rock och jazzgitarristers ljudbild. Di Meola fortsatte att utforska latinsk musik inom jazz fusion-genren på album som Casino och Splendido Hotel. Han visade en mer utstuderad antydan på akustiska nummer som "Fantasia Suite for Two Guitars" från albumet Casino, och på det succéalbumet med McLaughlin och de Lucia, Friday Night in San Francisco. 1980 turnerade han med gitarristen Carlos Santana. 
Med Scenario visade han en mer elektronisk sida av jazz i samarbete med Jan Hammer. Genom denna omväxling i musikstil gick han vidare med att expandera sina vyer med det akustiska albumet Cielo e Terra. Han började att inkorporera gitarrsynthesizers på album som Soaring Through a Dream. I början av 1990-talet spelade Di Meola in album med en smak världsmusik och moderna latinska stilar snarare än jazz.  
Han har fortsatt att turnera och spela på mindre platser som The Birchmere i Alexandria, Virginia och House of Blues i Las Vegas, Nevada. De senare konserterna har inkluderat en samling av hans nyare material (en blandning av akustiska, "distorerad akustisk", och gitarrsynthesizers med ett friare format än låtarna på tidigare soloalbum) tillsammans med ett urval av elgitarrnummer från hans tidigare album.

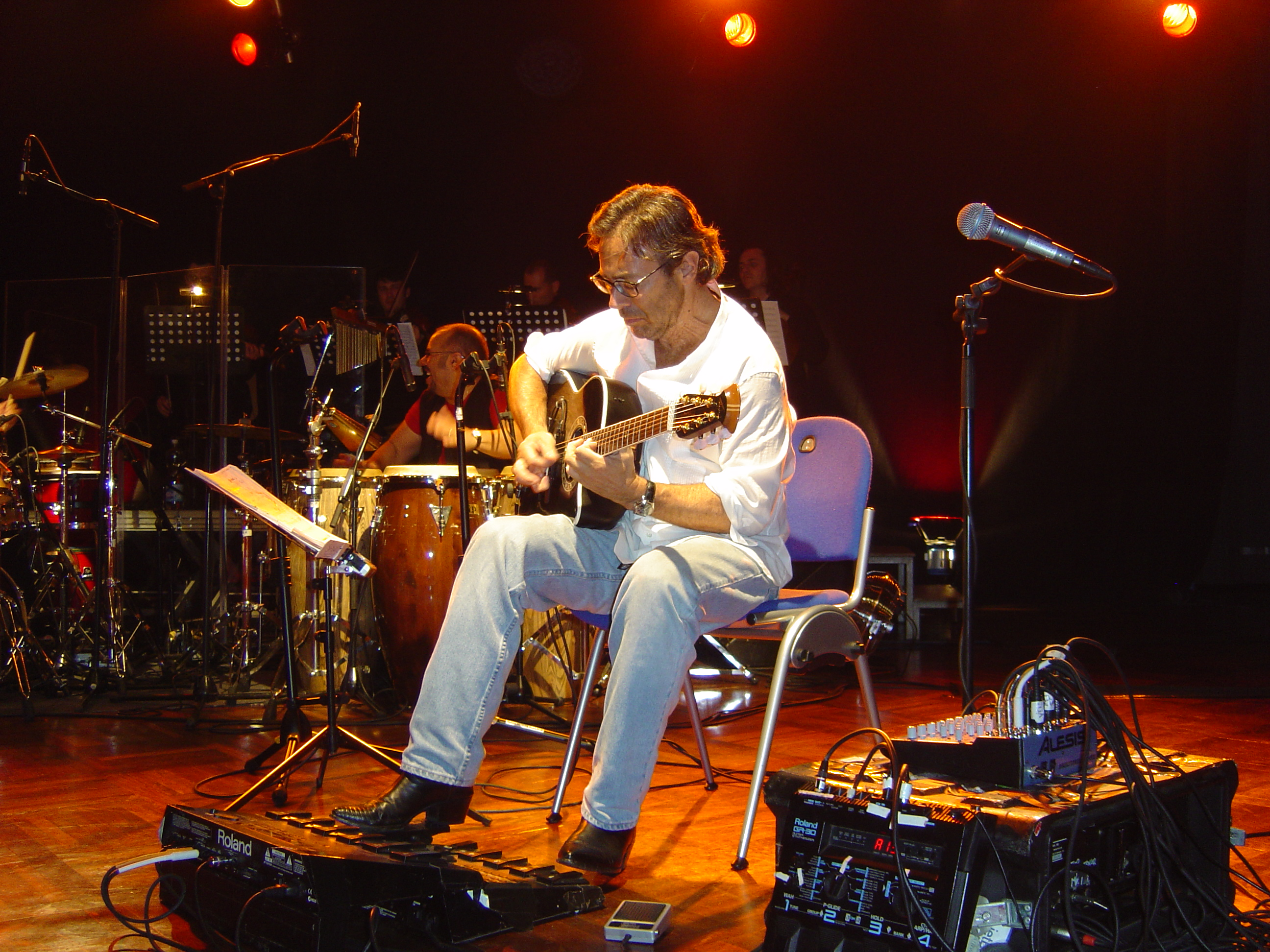
Tyskland 2004.
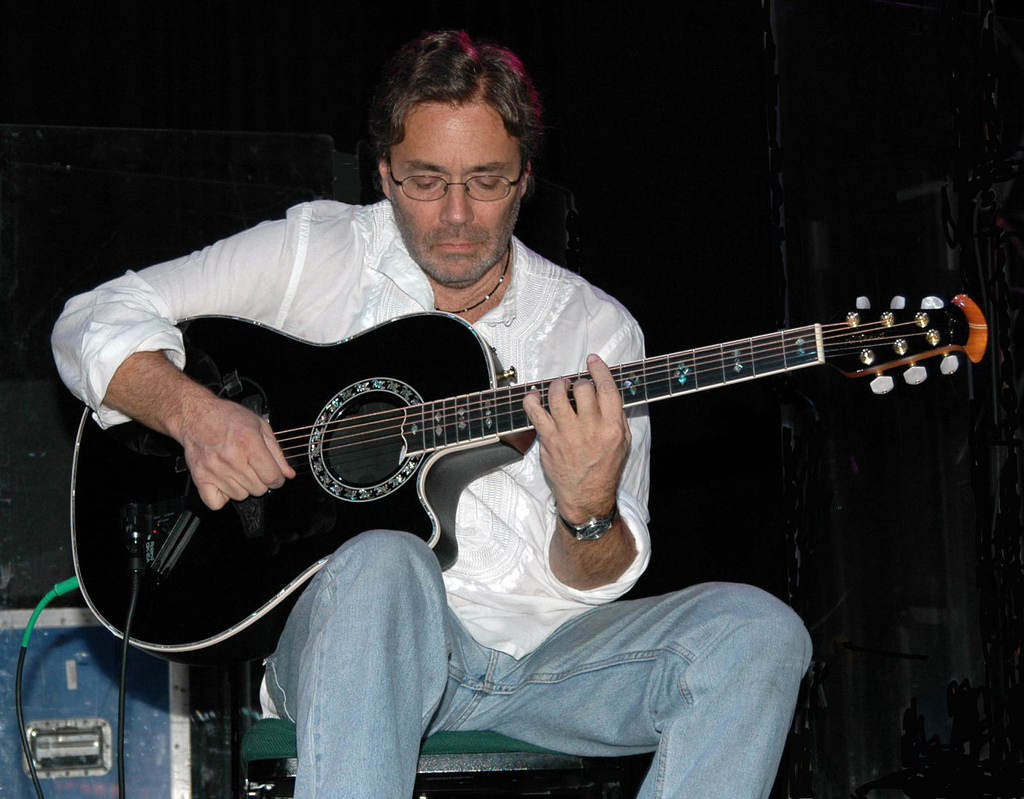
Al Di Meola spelar på Granada Theater, 2006
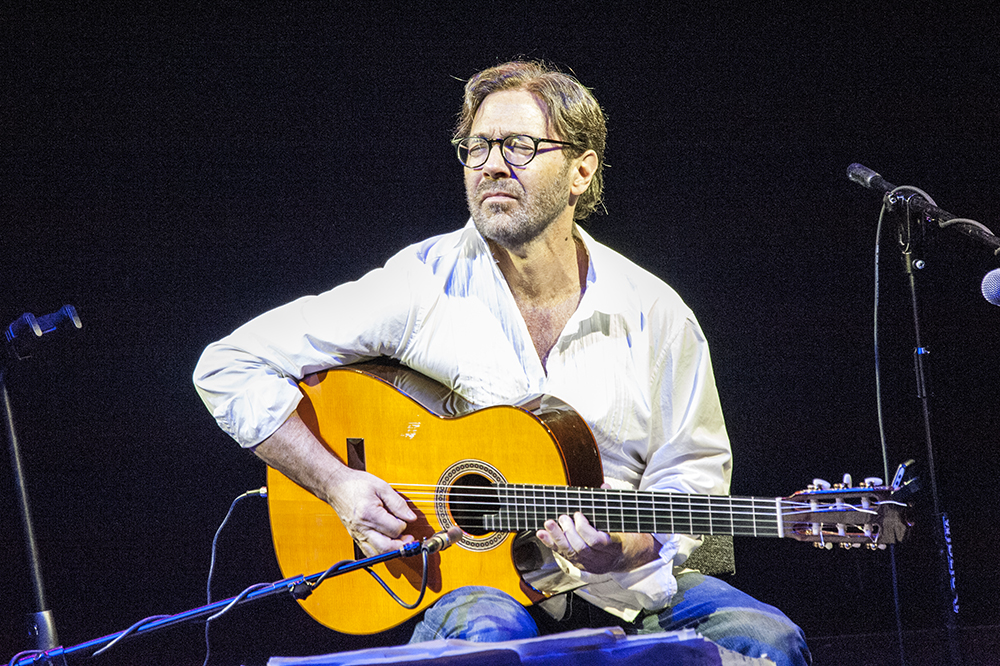
Konsert i Palladium teater i Warszawa - mars 2012.

## Diskografi

### Soloalbum
- 1976 - Land of the Midnight Sun
- 1977 - Elegant Gypsy
- 1978 - Casino
- 1980 - Splendido Hotel
- 1981 - Electric Rendezvous
- 1982 - Tour De Force - Live
- 1983 - Scenario
- 1985 - Cielo e Terra
- 1985 - Soaring Through a Dream
- 1987 - Tirami Su
- 1990 - Al Di Meola Plays Piazzolla
- 1991 - Kiss My Axe
- 1991 - World Sinfonia
- 1992 - The Best of Al Di Meola: The Manhattan Years
- 1993 - World Sinfonia II - Heart of the Immigrants
- 1994 - Orange and Blue
- 1998 - The Infinite Desire
- 1999 - Winter Nights
- 2000 - World Sinfonía III - The Grande Passion
- 2002 - Flesh on Flesh
- 2003 - Al Di Meola Revisited
- 2006 - Vocal Rendezvous
- 2006 - Al Di Meola and Andrea Parodi
- 2006 - Consequence of Chaos
- 2006 - Diabolic Inventions And Seduction For Solo Guitar
- 2011 - Pursuit of Radical Rhapsody
- 2013 - All Your Life: A Tribute to the Beatles Recorded at Abbey Road Studios, London (Beatles interpretations I)
- 2015 - Elysium (In-Akustik)
- 2017 - Morocco Fantasia (In-Akustik)
- 2018 - Elegant Gypsy & More Live (Ear Music)
- 2018 - Opus (Ear Music)
- 2020 - Across the Universe  (Ear Music) (Beatles interpretations II)
- 2022 - Saturday Night in San Francisco

### Samarbeten
- 1975 - Venusian Summer — med Lenny White & Larry Coryell
- 1980 - Friday Night in San Francisco — med John McLaughlin & Paco de Lucía
- 1983 - Passion, Grace and Fire — med John McLaughlin & Paco de Lucía
- 1987 - Latin — med George Dalaras
- 1990 - Super Guitar Trio And Friends — med Larry Coryell & Biréli Lagrène
- 1995 - The Rite of Strings — med Stanley Clarke & Jean-Luc Ponty
- 1996 - The Guitar Trio — med John McLaughlin & Paco de Lucía
- 1998 - Dance of Fire — med Aziza Mustafa Zadeh
- 2000 - Inspiration - Colors & Reflections — med Aziza Mustafa Zadeh
- 2001 - Nylon & Steel — med Manuel Barrueco
- 2001 - The Running Roads — med George Dalaras
- 2003 - Black Utopia — med Derek Sherinian
- 2005 - Cosmopolitan Life — med Leonid Agutin
- 2007 - Mária (Égi szerelem) — med Miklos Malek & Eszter Horgas

### Go
- 1976 - Go
- 1976 - Go Live From Paris
- 1977 - Go Too

### Return to Forever
- 1974 - Where Have I Known You Before
- 1975 - No Mystery
- 1976 - Romantic Warrior